# Villongo
Villongo là một đô thị ở tỉnh Bergamo trong vùng Lombardia, có vị trí cách khoảng 60 km về phía đông bắc của Milan và khoảng 20 km về phía đông của Bergamo. Tại thời điểm ngày 31 tháng 12 năm 2010, đô thị này có dân số 7.770 người và diện tích là 5,93 km².
Đô thị Villongo có các frazioni (đơn vị cấp dưới, chủ yếu là các làng) Sant'Alessandro and San Filastro.
Villongo giáp các đô thị: Adrara San Martino, Credaro, Foresto Sparso, Paratico, Sarnico, Zandobbio.